# Centule II. de Béarn
Centule II. de Béarn (fr. Centulle II de Béarn) († o. 940.) bio je vikont Béarna u srednjovjekovnoj Francuskoj.
Bio je vrlo vjerojatno sin – i nasljednik – vikonta Loupa Centulea od Béarna, a majka mu je najvjerojatnije bila supruga Loupa Centulea.
Centule je postao vikont, a bio je oženjen nepoznatom ženom, koja mu je rodila barem jedno dijete, sina Gastona.
Gaston je oca naslijedio te je svog sina – kojeg mu je rodila nepoznata žena – nazvao po njemu.